# Mattia di Gerusalemme
Mattia o Matteo (I secolo – Gerusalemme, 120) è stato l'ottavo vescovo di Gerusalemme nel II secolo secondo la cronotassi di Eusebio di Cesarea.
Mentre non è attestato il suo culto nelle Chiese orientali, è venerato come santo dalla Chiesa cattolica e commemorato il 30 gennaio secondo il martirologio romano:
Per primo Adone inserì Marco nel suo martirologio; transitò quindi nel martirologio di Usuardo e infine il Baronio lo introdusse nel proprio lavoro aggiungendo che avesse subito il martirio sotto il regno di Adriano.